# NGC 4941
NGC 4941 est une galaxie spirale intermédiaire située dans la constellation de la Vierge. Sa vitesse par rapport au fond diffus cosmologique est de 1 442 ± 23 km/s, ce qui correspond à une distance de Hubble de 21,7 ± 1,5 Mpc (∼70,8 millions d'al). NGC 4941 a été découverte par l'astronome germano-britannique William Herschel en 1784.

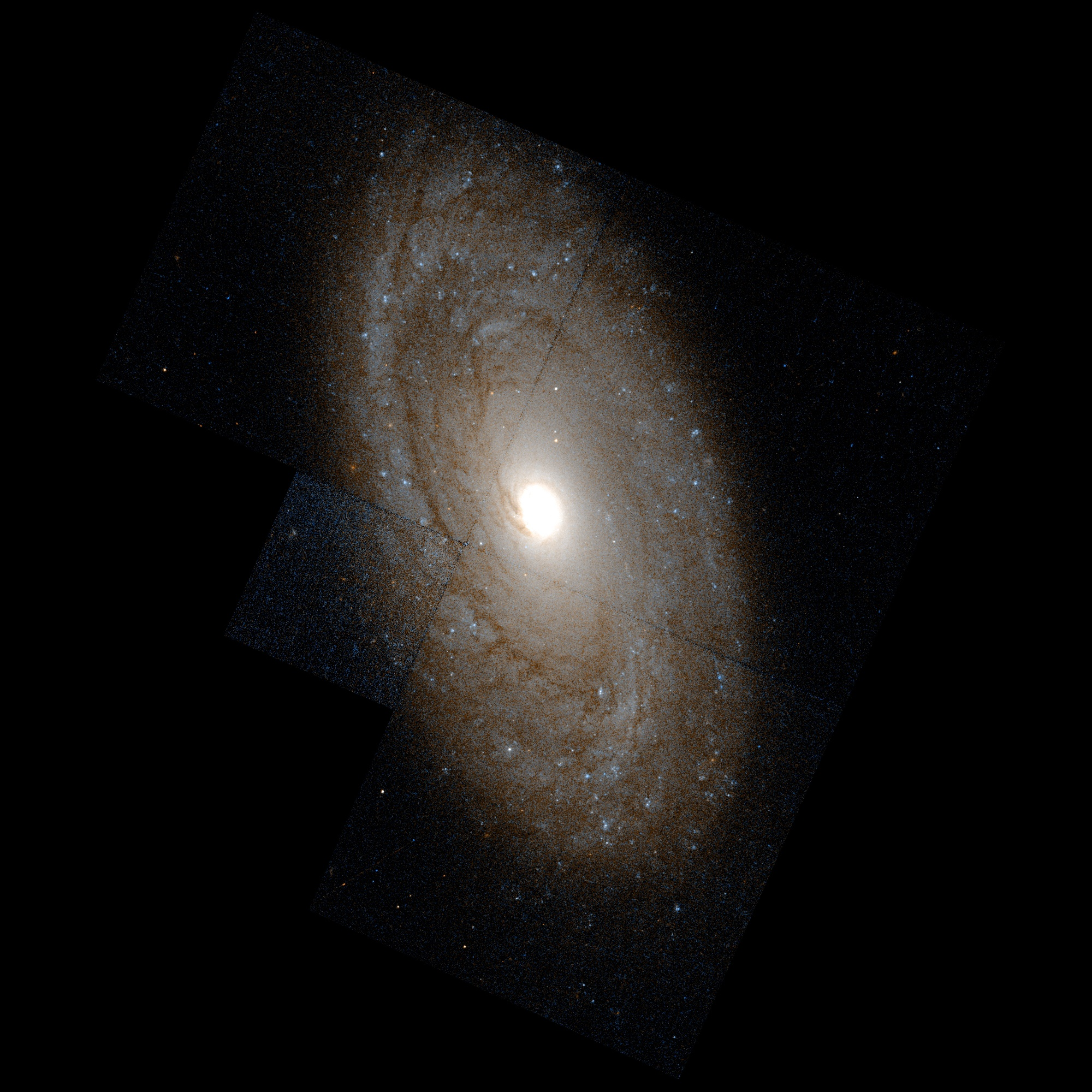
NGC 4941 par le télescope spatial Hubble.

La classe de luminosité de NGC 4941 est I-II et elle présente une large raie HI. C'est aussi une galaxie active de type Seyfert 2.
Selon une étude publiée en 2002, NGC 4941 une galaxie anémique en raison de son faible taux de formation d'étoiles.

## Morphologie
Eskridge, Frogel et Pogge ont publié un article en 2002 décrivant la morphologie de 205 galaxies spirales ou lenticulaires rapprochées. Les observations ont été réalisées dans la bande H de l'infrarouge et dans la bande B (le bleu). Selon Eskridge et ses collègues, NGC 4941 est de type SABab dans la bande B et de type SABa dans la bande H. Le noyau de NGC 4941 est marginalement résolu. Le bulbe est elliptique et il présente une fore torsion isophotale. Un motif en spirale bisymétrique à deux bras, lisse et peu contrasté, émerge des extrémités du grand axe du bulbe. Les bras peuvent être tracés sur ~180 degrés avant de disparaître dans le disque ambiant. 

## Trou noir supermassif
Une étude réalisée auprès de 90 galaxies de type Seyfert 2 utilisant la dispersion des vitesses a permis d'estimer la masse des trous noirs supermassifs centraux de celles-ci. Pour NGC 4941, la masse du trou noir est égale à 3,91 × 106 {\displaystyle M_{\odot }} (106,53).
Selon les auteurs d'un article publié en 2012, la connaissance de la masse d'un trou noir central et du taux d'accrétion par celui-ci permet d'estimer le taux de formation d'étoiles dans la région centrale des galaxies de type Seyfert. Ce taux pour NGC 4941 serait à l'intérieur et à l'extérieur d'un rayon de 1 kpc respectivement de 0,013 {\displaystyle M_{\odot }}/an  et de 0,012 {\displaystyle M_{\odot }}/an
.

## Distance de NGC 4941
À ce jour, une dizaine de mesures non basées sur le décalage vers le rouge (redshift) donnent une distance de 13,664 ± 6,888 Mpc (∼44,6 millions d'al), ce qui est à l'intérieur des valeurs de la distance de Hubble. 
Toutefois, toutes les galaxies du groupe de NGC 4697, à l'exception de deux (UGCA 310 et MCG -1-33-82) présentent des distances de Hubble qui sont supérieures aux distances obtenues par des méthodes indépendantes du décalage vers le rouge. La distance de Hubble moyenne des galaxies est égale à 25,3 ± 2,5 Mpc (∼82,5 millions d'al) et celle des 15 galaxies qui ont trois mesures indépendantes et plus est de 17,4 ± 4,1 Mpc (∼56,8 millions d'al). Selon ces deux valeurs, ce groupe se dirige vers le centre de l'amas de la Vierge en direction opposée de la Voie lactée.

## Groupe de NGC 4697
NGC 4941 fait partie du groupe de NGC 4697. Ce groupe de galaxies compte au moins 19 galaxies dont NGC 4697, NGC 4731, NGC 4775, NGC 4948, NGC 4951, NGC 4958 et IC 3908.
Le groupe de NGC 4697 fait partie de l'amas de la Vierge.